# آلیتسیا ویه‌نیاوا
آلیتسیا ویه‌نیاوا (لهستانی: Alicja Wieniawa؛ زادهٔ ۷ اکتبر ۲۰۰۳) بازیگر اهل لهستان است. وی دانش‌آموختهٔ «دانشکده بازیگری دانشگاه ملی سینما، تلویزیون و تئاتر لئون شیلر در ووچ» است..
از فیلم‌ها یا مجموعه‌های تلویزیونی که وی در آن‌ها نقش داشته است، می‌توان به دوستان و در خوشی و سختی اشاره نمود.